# Vinsas Janušonis
Vinsas Janušonis (* 23. Januar 1950 in Alytus) ist ein  litauischer Mediziner und Politiker.

## Leben
Bis 1976 absolvierte das Studium an der Medizinuniversität
und arbeitet seitdem im Krankenhaus Klaipėda. 1988 promovierte er und 1993 habilitierte sich in Russland. Ab 1995 lehrt er an der Universität Klaipėda und ist seit 2001 Professor an der Vytautas-Magnus-Universität Kaunas. Von 2000 bis 2001 war er  Gesundheitsminister Litauens im Kabinett Paksas II.

## Bibliografie
- Sveikatos palaikymas ir stiprinimas, 1988 m.
- Medicinos pagalbos kokybė ir valdymas, 1990 m.
- Profilaktinė medicina Lietuvoje, 1992 m.
- Aušrininkas daktaras Jonas Šliūpas Lietuvos medicinos baruose, su kitais, 1995 m.
- Sveikatos apsaugos sistemos organizacijų valdymas, 2000 m.
- Kokybės sistemos: kūrimas ir valdymas sveikatos apsaugos organizacijose (su Jurgita Popoviene). – Klaipėda: S. Jokužio leidykla-spaustuvė, 2004. – 270 p. – ISBN 9986-31-100-4
- Rizikos valdymas sveikatos priežiūros organizacijose: monografija. – Klaipėda: S. Jokužio leidykla-spaustuvė, 2005. – 253 p.: iliustr. – ISBN 9986-31-142-X
- Profesorius habilituotas daktaras Vinsas Janušonis: bibliografijos rodyklė (sud. Ramutė Stankevičienė). – Klaipėda: Eglės leidykla, 2009. – 160 p.: portr. – ISBN 978-9955-542-92-6
- Sveikatos priežiūra: vadyba ir kokybė: mokslinių straipsnių rinkinys, 1999–2009 metai. – Klaipėda: S. Jokužio leidykla-spaustuvė, 2010. – 541 p.: iliustr. – ISBN 978-9986-31-284-0